# Szümber járás (Központi tartomány)
Szümber járás (mongol nyelven: Сүмбэр сум) Mongólia Központi tartományának egyik járása. Területe 360 km². Népessége kb. 2500 fő.
Székhelye, Dzsavhlant (Жавхлант) 200 km-re fekszik Dzúnmod tartományi székhelytől és 160 km-re Ulánbátortól.